# Plantago aucklandica
Plantago aucklandica är en grobladsväxtart som beskrevs av Joseph Dalton Hooker. Plantago aucklandica ingår i släktet kämpar, och familjen grobladsväxter. Inga underarter finns listade i Catalogue of Life.

## Bildgalleri

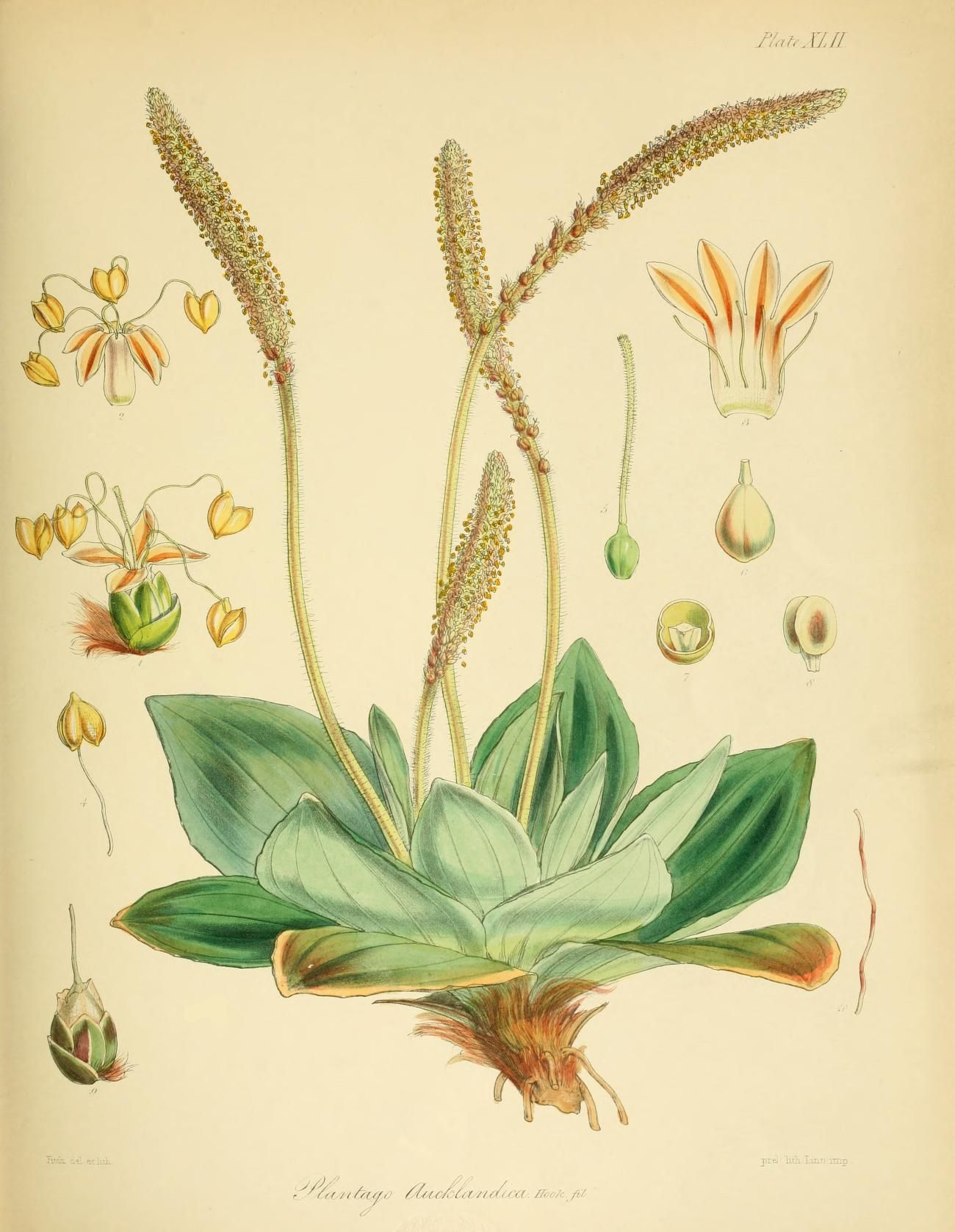